# Amy Lee
Amy Lynn Hartzler (nhũ danh Lee, sinh ngày 13 tháng 12 năm 1981 tại Riverside, California), thường được biết tới với tên Amy Lee. Cô là một ca sĩ, nhạc sĩ người Mỹ và là một trong những người sáng lập ra ban nhạc rock nổi tiếng Evanescence. Cô bị ảnh hưởng bởi những nhạc sĩ cổ điển như Mozart hay những nghệ sĩ hiện đại như Björk, Tori Amos, Danny Elfman, và Plumb.

## Tiểu sử

### Thời thơ ấu
Lee là con của ông John Lee - một DJ và bà Sara Cargill. Amy có một em trai tên là Robby và hai em gái tên Carrie và Lori. Lee còn có người em gái thứ ba đã mất năm 1987 khi mới 3 tuổi do chứng động kinh (một số nguồn cho rằng bệnh không rõ nguồn gốc). Ca khúc Hello từ album Fallen được cô viết dành cho em gái đã mất. Giống như ca khúc Like You từ album The Open Door với ca từ: "I long to be like you, sis; Lie cold in the ground like you did,..." như gợi lại cái chết cô em gái mình và nỗi đau buồn. Lee học chơi nhạc cổ điển bằng piano trong 9 năm. Gia đình cô đã chuyển đi rất nhiều nơi, trong đó có cả Florida và Illinois, nhưng cuối cùng cũng định cư ở Little Rock, Arkansas - nơi bắt nguồn của ban nhạc Evanescence. Cô tốt nghiệp học viện Pulaski năm 2000 và trong một thời gian ngắn học tại Đại học Middle Tennessee State. Lee tiết lộ rằng cô có gốc là Scotland và Anh.
Trong một cuộc phỏng vấn của AOL Music, Lee tiết lộ rằng những ca khúc đầu tiên cô viết là "Eternity of Remorse" và "A Single Tear". Ca khúc đầu được viết khi cô mới 11 tuổi và mong sẽ trở thành một nhà soạn nhạc cổ điển. Còn ca khúc thứ 2 là từ một bài tập khi cô học lớp 8.

### Hôn nhân
Lee tiết lộ trong chương trình MuchMusic's ngày 9 tháng 1 năm 2007 tập Live @ Much, cô đã đính hôn vào chiều hôm trước. Sau đó, cô xác nhận trên trang EvThreads.com là đã được cầu hôn bởi Josh Hartzler, một nhà trị liệu 29 tuổi và là một người bạn lâu năm. Cô nói rõ trong một cuộc phỏng vấn rằng những ca khúc "Good Enough" và "Bring Me to Life" được gợi cảm hứng từ Josh. Cặp đôi này đã cưới vào ngày 6/5/2007 và nghỉ tuần trăng mật gần Bahamas. Tháng 7/2014, Amy Lee sinh con trai đầu Jack Lion Hartzler.

## Kiện tụng
Vào ngày 1 tháng 12 năm 2005, người quản lý cũ của Amy Lee là Dennis Rider nộp đơn kiện đòi 10 triệu USD chống lại Amy Lee với lý do đơn phương hủy hợp đồng. Đơn kiện nêu ra việc Rider bị đuổi sớm và thiếu công bằng ra khỏi chức quản lý của Evanescence, chấm dứt hợp đồng kéo dài 3 tác phẩm ghi âm trong khi mới hoàn thành 1 album.
Ngược lại, Amy Lee cũng nộp phản đơn chống lại Rider với lý do "chiếm đoạt tài sản công dân", quấy rối về tình dục và thân thể, thái độ thiếu trách nhiệm trong chuyên môn và chuyển đổi tiền tệ, cùng với một số cáo buộc khác. Đơn kiện cũng cáo buộc Rider "đã không quan tâm đến sự nghiệp của Lee mà chỉ chú ý đến quan hệ ngoài hôn nhân bất hợp pháp, che giấu không cho vợ Rider biết, thường xuyên say rượu trong các buổi họp mặt giao dịch, lạm dụng thân thể phụ nữ và khoe khoang về điều đó, đưa ra liên tiếp những lời mời khiếm nhã với Lee, đòi hỏi tiền phụ trội ngoài hợp đồng và sử dụng thẻ tín dụng chung của Lee để mua quà cho vợ mình."
Luật sư của Rider, Bert Diexler, tuyên bố từ khi Rider trở thành quản lý cho nhóm vào năm 2002, ông ta đã hoàn thành tất cả các yêu cầu và sự đòi hỏi của bản hợp đồng, và luôn tuân thủ tiêu chuẩn đạo đức nghề nghiệp cao nhất.

## Album solo
Trong cuộc phỏng vấn tháng 10 năm 2008 với tạp chí Spin.com, Lee thông báo cô đang viết những ca khúc mới, có thể cho 1 kế hoạch album riêng. Trong khi nhắc đến ảnh hưởng từ nhạc dân ca và Celtic, cô nói rằng những sáng tác hiện giờ của cô mang lại ấn tượng như thể cô đang trở lại thời kì "thật sự khác biệt". Ngoài ra không có thông tin nào về thời gian phát hành được nhắc đến. Lý do cho sự chuyển hướng này, theo Lee, là "tôi muốn chứng tỏ là tôi không phải chỉ biết làm mỗi một việc, và đây không có liên quan gì đến Evanescence cả".
Mặc dù vậy, trong cuộc phỏng vấn với tạp chí the Gauntlet (23/10/08), Lee nói cô không biết liệu cô sẽ bắt đầu sự nghiệp solo hay không, rằng cô đang "ở thời điểm mà không biết làm gì tiếp theo". Cô thông báo Tim McCord và Terry Balsamo hiện vẫn ở trong nhóm, nhưng chia sẻ rằng cô đã chán việc đi tua, nhắc lại rằng cô vẫn đang viết các ca khúc, nhưng không rõ chúng để làm gì.

## Âm vực
Amy có âm vực 3 quãng tám từ C3- C#6 (đôi khi lên đến E6 như trong warm-up). Với âm vực này, giọng cô được xếp vào giọng mezzo-soprano nhưng đối với mezzo-soprano.

## Hình ảnh
Lee có một phong cách thời trang riêng, được làm nổi bật bởi cách trang điểm Gothic và sở thích quần áo kiểu thời Victoria. Cô cũng thiết kế nhiều quần áo cho riêng mình, có cả bộ đồ đã mặc trong video "Going Under", chiếc váy cô mặc trong giải Grammy năm 2004 và bộ váy cô mặc trong bìa album The Open Door. Sau khi thiết kế, cô đã chọn nhà thiết kế Nhật Bản H. Naoto tạo chúng cho cô. Tại những buổi biểu diễn, cô thường mặc áo corset kết hợp với lưới, chân váy và những đôi bốt cao cổ. Có một thời gian cô đeo một chiếc khuyên ở lông mày bên trái, có thể thấy trong bìa album Fallen.
Cô đã tuyên bố trong nhiều dịp rằng cô sẽ không bao giờ tìm cách khoe thân thể hay làm việc gì gây sốc cho công chúng để gây chú ý. Thực tế, trong video "Everybody’s fool" cô đã cố tình nhại lại những nghệ sĩ làm như thế, những người thu hút khán giả bằng ngoại hình hấp dẫn chỉ đang rêu rao những lời nói dối. Rất nhiều người hâm mộ khen ngợi Lee bởi việc từ chối dùng sự hấp dẫn về hình thể để câu khách.
Năm 2006, tạp chí Blender đưa Lee vào danh sách những ca sĩ rock nổi tiếng nhất, cùng với Joan Lett, Courtney Love, Liz Phair.

## Các dự án khác
Vào năm 2000, Lee là ca sĩ khách mời trong ca khúc "Breathe (The Summit Church: Summit Worship" của David Hodges. Cô hát bè trong ca khúc "Missing You" trong album ra mắt "Believe" của Big Dismal., và hát giọng đệm trong 2 bài hát của "The Damming Well", mặc dù cuối cũng giọng của cô đã bị bỏ đi vì lý do liên quan đến nhãn hiệu thu âm . Sau đó cô biểu diễn song ca với bạn trai cũ Shaun Morgan trong ca khúc "Broken" cho ban nhạc Seether nằm trong album Disclaimer II. Ca khúc cũng được làm một trong những ca khúc nhạc nền cho phim The Punisher năm 2004.
Năm 2004, Lee tuyên bố mình đang sáng tác nhạc nền cho phim "Biên niên sử Narnia: Sư tử, phù thủy và chiếc tủ quần áo", nhưng tác phẩm đã bị từ chối vì quá u tối và hùng tráng. Những người sản xuất phim cho biết họ chưa bao giờ có ý định mời Lee viết nhạc cho bộ phim, mà là Harry Gregson Williams, và không có nhạc Evanescence nào được lên kế hoạch làm nhạc nền của phim cả. Trong khi có một số lời đồn rằng một trong số các bài hát đó đã được cắt và chỉnh sửa làm ca khúc cho album "The Open Door", Lee bác bỏ chúng ngoại trừ việc một phần của nó được đưa vào bài hát cuối cùng của album, "Good Enough".
Lee trở thành chủ tịch người Mỹ của quỹ Out of the Shadows vào năm 2006, tổ chức này là 1 quỹ quốc tế có mục tiêu tuyên truyền giáo dục về bệnh động kinh. Em trai của Lee, Robby, trước đó được chẩn đoán mang bệnh này.
Amy còn là một khách mời xuất hiện tại video clip của Johnny Cash " God's Gonna Cut You Down" vào cuối năm 2006 . Lee chọn cách xuất hiện lúc đang đặt 1 bó hoa trên mộ. Cô thu hình tại Nhà thờ Trinity ở Manhattan. Trong suốt quá trình, cô mặc một chiếc áo khoác nhung đen đã từng là của Tim Burton.
Tại chương trình Korn's MTV unplugged: Korn, Amy đã song ca với Korn ca khúc "Freak on a Leash". Ca khúc này cũng là đĩa đơn đầu tiên của album được phát hành trên truyền hình và radio khoảng tháng 2 năm 2007.
Amy còn tham gia "Family Values Tour" cùng Korn và một số band khác vào năm 2007
Trong album "Nightmare Revisited" phát hành ngày 30 tháng 9 năm 2008, Lee đã hát bản làm lại của ca khúc "Sally’s song". Album này bao gồm các bài hát cũ từ bộ phim "The Nightmare before Christmas" được hát lại. Amy Lee đã biểu diễn ca khúc này tại buổi tái ra mắt "The Nightmare Before Christmas" (ngày 17 tháng 10), và trong chương trình "Tonight Show with Jay Leno" (ngày 13 tháng 10).

## Danh sách đĩa nhạc

### Album của Evanescence
- Evanescence EP (December, 1998)
- Sound Asleep EP (August, 1999)
- Origin (4 tháng 11 năm 2000)
- Mystary EP (January, 2003)
- Fallen (4 tháng 3 năm 2003)
- Anywhere but Home (23 tháng 11 năm 2004)
- The Open Door (3 tháng 10 năm 2006)

### Hợp tác
- David Hodges cùng với Amy Lee - "Breathe" - The Summit Church: Summit Worship (2000)
- David Hodges cùng với Amy Lee - "Fall Into You" (2000, Unreleased)
- Big Dismal cùng với Amy Lee - "Missing You" - Believe (2003)
- Seether cùng với Amy Lee - "Broken" - Disclaimer II (2004) and The Punisher: The Album (2004)
- Korn cùng với Amy Lee - "Freak on a Leash" - MTV Unplugged: Korn (2007)

### Khác
- "Sally's Song" - Nightmare Revisited (2008)